# Náznánfalva
Náznánfalva (régi neve Borzásszeg, románul Nazna) falu Romániában, Maros megyében.

## Fekvése
Az egykor székely, de ma román többségű falu Marosvásárhelytől 5 km-re nyugatra fekszik a Maros jobb partján. A két világháború között Maroskisfaluddal egyesült. A déli részét képező Bodzaszeg is önálló falu volt egykor.

## Története
Ősidők óta lakott hely. Határában bronzkori és római leleteket találtak. Itt említenek először marosszéki székelyeket az Árpád-kor végén, 1293-ban. Nevében a székelyek Náznán ágát őrzi.
1910-ben 575 lakosából 394 román és 181 magyar volt. A trianoni békeszerződésig Maros-Torda vármegye Marosi alsó járásához tartozott. 1992-ben 2029 lakosából 1827 román és 201 a magyar.

## Látnivalók
- Római katolikus kápolnája 1743-ban épült, református temploma is van.
- 1747-ben épített zsinagógája az egyik legszebb Erdélyben.
- Ortodox fatemploma 1853-ból, új kőtemploma 1992-ból való.

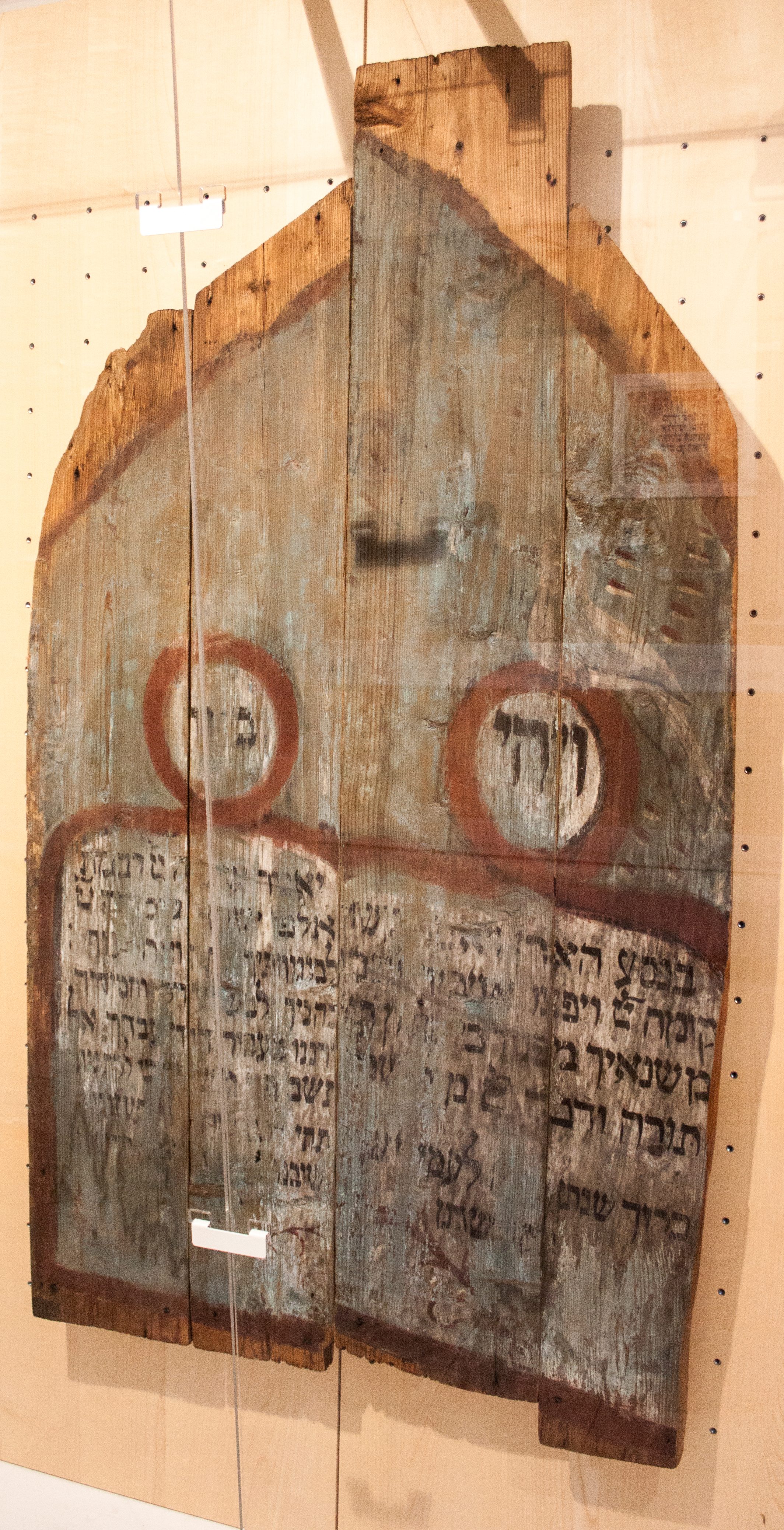
Fa panelek a náznánfalvi régi zsinagógából a budapesti Magyar Zsidó Múzeumban